# アダム・ブースドゥーコス
アダム・ブースドゥーコス（Adam Bousdoukos, 1974年1月25日- ）は、ドイツの俳優。ギリシャ系ドイツ人。ギリシャ文字では、名前はΑδάμ Μπουσδούκοςと表記される。日本では「ボウスドウコス」と表記されることがあるが、「ブースドゥーコス」のほうが実際の発音に近い。

## 略歴
ハンブルク・アルトナ地区出身。両親はギリシャからの移民1世。トルコ系ドイツ人の映画監督ファティ・アキンの親友であり、彼の多くの作品に出演している。1999年、同監督の『Kurz und schmerzlos』で長編映画に初出演。2009年の『ソウル・キッチン』ではアキンと共同で脚本を書き、また主演も務める。

## 出演作品
| 公開年 | 邦題 原題                                            | 役名                | 備考 |
| ------ | ---------------------------------------------------- | ------------------- | ---- |
| 1999   | Kurz und schmerzlos                                  |                     |      |
| 2000   | 太陽に恋して Im Juli.                                |                     |      |
| 2002   | Solino                                               |                     |      |
| 2004   | 愛より強く Gegen die Wand                            | バーマン            |      |
| 2004   | Kebab Connection                                     |                     |      |
| 2009   | ソウル・キッチン Soul Kitchen                        | ジノス･カザンザキス |      |
| 2019   | 屋根裏の殺人鬼フリッツ・ホンカ Der Goldene Handschuh | レフテリス          |      |